# أريلد هالاند
أريلد هالاند (بالنرويجية البوكمول: Arild Haaland)‏ هو فيلسوف نرويجي، ولد في 13 ديسمبر 1919، وتوفي في 24 يناير 2012 في النرويج.

## وصلات خارجية
- أريلد هالاند على موقع IMDb (الإنجليزية)